# Black Uhuru
Black Uhuru è un gruppo reggae giamaicano costituito nel 1972, inizialmente come Uhuru (swahili per 'libertà'). Il gruppo ha subito diversi cambi di formazione nel corso degli anni. Derrick "Duckie" Simpson ha mantenuto però sempre il controllo del gruppo e la proprietà. I Black Uhuru hanno ottenuto il primo assoluto Grammy Award al miglior album reggae, nel 1985, con l'album Anthem e ricevuto diverse nomination.

## Storia
Il gruppo si è formato nel quartiere Waterhouse di Kingston nel 1972, inizialmente chiamato semplicemente "Uhuru" (la parola swahili per la libertà), con una line-up di Derrick "Duckie" Gong Simpson , fondatore e amministratore, Garth Dennis, e infine Don Carlos. La prima uscita è una cover di Curtis Mayfield Romancing al Folk Song, che è stato seguito da Time is on Our Side. Nessuna canzone è stata un successo e ben presto il gruppo si è separato, con Don Carlos che iniziò la carriera solista, come ha fatto Dennis, prima di entrare nei Wailing Souls. Anche Simpson avrebbe di lì a poco collaborato con i Wailing Souls, prima di formare una nuova versione di Uhuru con Errol Nelson (The Jayes) e Michael Rose, prendendo ora il nome di Black Sounds Uhuru. Il loro album di debutto, Love Crisis, è stato pubblicato nel 1977, grazie anche alla produzione straordinaria di Prince Jammy.
Nelson tornò a The Jayes alla fine del 1977, e venne sostituito l'anno successivo da Sandra "Puma" Jones, un assistente sociale della Carolina del Sud, Stati Uniti d'America, che aveva precedentemente lavorato come ballerina per Ras Michael & the Sons of Negus, e come membro del gruppo Mama Africa. Allora la band assunse il nome più familiare, Black Uhuru.
Il gruppo ha lavorato a lungo con Sly e Robbie, e registrato una serie di singoli di successo, tra cui "General Penitentiary", un re-registrazione di successo solista di Rose "Guess Who's Coming to Dinner", e "Shine Eye Gal", ospite il chitarrista dei Rolling Stones Keith Richards. Showcase, secondo album del gruppo ha attirato l'attenzione del pubblico su questi singoli, e il gruppo ha aumentato la sua fama con una performance al Sunsplash Reggae Festival 1980. Prevedevano di registrare un album con la produzione di Dennis Brown, ma questo progetto non si è concretizzato, e solo i due singoli , "Wood for My Fire" e "Rent Man", sono stati pubblicati. Successivamente, hanno firmato un contratto con Island Records nel 1980, che ha pubblicato l'album Sinsemilla sul mercato internazionale nel 1981. L'album seguente, Red ha raggiunto il numero 28 nella UK Albums Chart nel 1981, Chill Out ha raggiunto il numero 38 un anno dopo e hanno fatto un tour con i Rolling Stones. Nel 1989, il loro album Red è stato classificato # 23 sulla rivista Rolling Stone dei 100 più grandi album degli anni 1980. Il loro prossimo album in studio, Anthem, pubblicato nel 1984,  ha vinto il primo premio Grammy Award al miglior album reggae l'anno successivo.
Nonostante questo successo, Rose ha lasciato il gruppo per riprendere la sua carriera solista dopo vari litigi con Simpson, ed è stato rapidamente sostituito da Junior Reid. Hanno poi firmato per RAS Records e si sono sfumati in un sound diverso con l'album Brutal e il singolo "The Great Train Robbery". Anche se hanno in gran parte abbandonato il loro roots reggae, Brutal è stato nominato per un Grammy e "The Great Train Robbery" ha dato loro il loro secondo singolo di successo in UK, raggiungendo il numero 62.
La band cominciò a disintegrarsi. Il loro album successivo con Prince Jammy fu iniziato ma mai completato; smisero di lavorare con Sly e Robbie, e Jones lasciò la band per motivi di salute (morì nel 1990 a causa di un cancro). La sua sostituzione fu Janet "Olafunke" Reid, e il gruppo tornó nel 1988 con l'album Positive. Reid non riuscì ad ottenere un visto degli Stati Uniti con il gruppo per il tour e quindi lasció la band. Simpson da solo fu invitato a suonare ad una cerimonia di premiazione in California così ne approfittó per suonare con alcuni dei vecchi membri originali: Don Carlos e Garth Dennis, riunendo cisì la formazione originale per una performance live E successivamente per produrre nuovi album. L'album Now, pubblicato nel 1990, è stato tra l'altro nominato per un Grammy. Anche i succesdivi lavori Iron Storm, Mystical Truth e Strongg saranno candidati ai Grammy ma senza però nessun successo.
Nel 1996 il gruppo si frammenta di nuovo, con Simpson che parte per un tour in Europa con il poeta dub Yasus Afari, con il nome di appunto, "Black Uhuru" mentre Carlos e Dennis partano pure loro per un tour negli Stati Uniti con lo stesso nome della band. Una battaglia legale sul nome viene vinta da Simpson nel 1997. Don Carlos deve a Simpson 250 000 dollari USA per illegale utilizzo del nome di "Black Uhuru", determinato da un tribunale di Los Angeles. Carlos ha ripreso la sua carriera da solista, mentre Simpson ha formato una nuova line-up di Black Uhuru con Andrew Bees e Jennifer Connally. Un solo album, Dynasty, è stato pubblicato, quindi Bees ha proseguito la sua carriera solista nel 2003.
Nel febbraio 2004 la stampa giamaicana ha abnunciato che Simpson e Michael Rose si erano riuniti sotto il nome di "Black Uhuru feat. Michael Rose". Insieme a una corista di nome Kay Starr, pubblicano un singolo, Dollars, e tengono alcuni concerti, tra cui il Western Consciousness il 28 aprile 2004 in Giamaica, di cui è stato pubblicato un video dal vivo. Un nuovo album fu annunciato a breve na non fu mai pubblicato. Il gruppo parte per una tournée in tutta Europa nel 2006.
Nel 2008, Simpson ha assunto le funzioni vocali e il gruppo ha registrato un nuovo album, As The World Turns, con apparizioni dal latino superstar Aterciopelados e Jarabe De Palo, anche se questo era ancora inedito, un anno dopo. Il DVD del 25º anniversario del loro concerto live a Londra è stato pubblicato nel giugno 2008. Nel 2011 con il nuovo sangue vitale del leggendario gruppo con Derrick "Duckie" Simpson, Andrew Bees, Kaye Starr, sono in tour negli Stati Uniti per la prima volta dal 2002, con spettacoli di successo.

## Apparizioni
La canzone di Black Uhuru Great Train Robbery, dall'album Brutal, appare nel videogioco Grand Theft Auto: San Andreas, nella programmazione della stazione radio K-Jah West; un'altra canzone, Guess Who's Coming to Dinner appare nel videogioco Scarface. La canzone Sponji Reggae è stata inserita nella seconda stagione della serie televisiva I Robinson; la canzone What Is Life è stata inserita brevemente nella quarta stagione della serie televisiva Miami Vice.

## Discografia
- 1977 - Love Crisis
- 1979 - Showcase
- 1980 - Sinsemilla
- 1981 - Red
- 1982 - Chill Out
- 1985 - Anthem
- 1986 - Brutal
- 1987 - Positive
- 1990 - Now
- 1991 - Iron Storm
- 1993 - Mystical Truth
- 1994 - Strongg
- 1997 - Unification
- 2001 - Dynasty